# Cubo de Yoshimoto
O Cubo de Yoshimoto é um brinquedo de quebra-cabeça poliédrico mecânico inventado em 1971 pelo japonês Naoki Yoshimoto (吉 本 直 贵 Naoki Yoshimoto).
O cubo é composto de oito cubos interligados e é capaz de dobrar e desdobrar-se em uma forma cíclica. Pode-se dobrar ou desdobrar o cubo, por tempo indeterminado. Uma vez dobrado, o cubo pode ser transformado em duas formas estreladas. Yoshimoto descobriu que essas duas formas poderiam ser reunidas em um quadrado quando tentava encontrar maneiras diferentes de dividir um cubo igualmente à metade. Essa peça pode ser encontrada no MOMA em Nova York.
1. ↑  «Yoshimoto Cube No. 1 Desktop Puzzle». MoMA Design Store (em inglês). Consultado em 24 de agosto de 2023